# Speocera leclerci
Espèce
Speocera leclerci est une espèce d'araignées aranéomorphes de la famille des Ochyroceratidae.

## Distribution
Cette espèce est endémique de la province de Prachuap Khiri Khan en Thaïlande,. Elle se rencontre dans les grottes Tham Kaeo et Tham Sai.

## Étymologie
Cette espèce est nommée en l'honneur de Philippe Leclerc.

## Publication originale
- Deeleman-Reinhold, 1995 : The Ochyroceratidae of the Indo-Pacific region (Araneae). The Raffles Bulletin of Zoology Supplement, no 2, p. 1-103 (texte intégral).